# 范鸿劼
范鸿劼（1897年—1927年4月28日 ），男，湖北鄂城人，中国共产党早期领导人。

## 生平
中学毕业后，1918年考入北京大学理预科学习，深受李大钊影响。1919年积极参加五四运动，是北大学生会领导人之一。1920年2月4日，带领数十名学生在前门一带宣讲声援天津爱国学生运动而被捕，后被获释。3月，参与发起成立北京大学马克思学说研究会，任图书室经理。同年入北京大学化学系，不久转入英文系就读。1920年10月北京早期共产党组织成立时，是小组最早成员之一。11月，出席北京社会主义青年团成员会议。1921年冬，北京大学马克思学说研究会公开活动，与邓中夏、黄日葵轮流担任会议的主持人，并被推选任该会图书馆经理。1922年5月，参与领导筹备召开非宗教运动大同盟成立大会，担任大会主席，被选为大同盟理事。1922年6月至1923年10月，任中国社会主义青年团北京地方执行委员会委员、书记、委员长（1922年7月至1923年7月）。1922年8月，被推选任民权运动大同盟筹备会议临时主席，担任筹备员负责起草章程。不久召开成立大会，被选为民权运动大同盟宣传股主任。同时还参与北京学生联合会的领导工作。1923年二七大罢工后，和包惠僧、刘子通等人组织西院议员对吴佩孚、萧辉南等提出弹劾，提出劳动法案，争取工人的集会、结社、罢工的自由。同年6月至12月，任中共北京东城（北京大学）支部书记。同年7月至1924年5月，任中共北京区执行委员会兼中共北京地方执行委员会委员。1923年10月至1924年3月，任中共北京区执行委员会兼中共北京地方执行委员会委员长。积极协助李大钊领导北方地区各地党组织的建立和发展。
1924年3月至5月，任中共北京区执行委员会兼中共北京地方执行委员会会计。同年6月至1925年10月，任中共北京区执行委员会兼中共北京地方执行委员会委员、组织部主任（至1925年1月）、组织部部长（1925年1月起）。1925年1月，出席中国共产党第四次全国代表大会。同年参与组织领导北京响应上海五卅运动的三次大规模群众反帝爱国斗争。1926年1月作为國民党北京特别市党部推选的代表，赴广州出席國民党第二次全国代表大会。会后回北京，恰逢三一八惨案发生，与李大钊等同被北洋政府通缉，被迫转入地下。1926年5月至1927年4月，任中共北方区执行委员会宣传部部长，曾兼任《政治生活》主编，同李大钊领导平、津、冀、鲁、豫、晋、内蒙古、陕北及东三省广大北方地区党建。1927年初被党中央调到武汉工作，同年4月6日，同李大钊等一起被张作霖奉系军阀逮捕。1927年4月28日与李大钊等被杀；后被追认为革命烈士。